# Estación Barinitas
Estación Barinitas es la primera estación de las 5 que posee el Sistema Teleférico de Mérida en el Parque nacional Sierra Nevada, en el estado Mérida en la región andina de Venezuela. La antigua estación fue inaugurada en la década de 1960 y cerrada para su modernización en 2008.
Luego de ser ampliada y modernizada, fue puesta en período de prueba el 10 de abril de 2015 y finalmente abierta totalmente al público el 7 de octubre de 2016.

## Descripción
Se trata de la estación inicial del sistema está ubicada a 1577 metros sobre el nivel del mar. La nueva estación tiene 6000 metros cuadrados de construcción. Desde el período vacacional está abierta en el horario comprendido entre los miércoles hasta el domingo desde las once de la mañana hasta las ocho de la noche.
Permite realizar el recorrido desde el primer tramo (Barinitas - La Montaña) que va desde los 1577 a los 2442 m s. n. m., con una longitud de 3294 m Se localiza en el mismo centro de la ciudad de Mérida frente a la renovada Plaza Las Heroínas Merideñas. La estación sirve como mirador para los pueblos y paisajes del valle del Río Chama.
Posee diversas tiendas y un área para exposiciones y una temperatura media anual de 19 °C.